# Interlingvisztika
Az interlingvisztika a nyelvtudomány egy ága, a mesterséges nyelvek történetének, elméletének és szerkesztési elveinek tudománya.
Az interlingvisztikára vonatkozó meghatározások közös forrása Otto Jespersen 1930-ban megjelent műve: A New Science: Interlingustics. Ebben így határozza meg az interlingvisztikát:
Új tudománynak az az ága, mely a nyelvek szerkezetével és alaptörvényeivel foglalkozik, hogy ennek alapján normákat állapítson meg a nemzetközi nyelv, azaz olyan segédnyelv számára, amelyet szóban és írásban egyaránt használhatnak azok a nemzetek, melyek nem tudják egymást saját nyelvükön megérteni.
Az interlingvisták tevékenysége az IALA (International Auxiliary Language Association) tevékenységében csúcsosodott ki.